# Aleja Jerzego Popiełuszki w Kielcach
Aleja Księdza Jerzego Popiełuszki – jedna z ulic w Kielcach. Stanowi fragment drogi krajowej nr 73.

## Przebieg
Aleja Popiełuszki zaczyna się na skrzyżowaniu z ulicą Piotra Ściegiennego. Później biegnąc w kierunku północnym krzyżuje się z ulicą Wrzosową. Kończy się po około 2 km na skrzyżowaniu z ulicami: Tarnowską, Wapiennikową i Witolda Pileckiego. Jest główną drogą wylotową w kierunku Buska-Zdroju i Tarnowa. 
Od skrzyżowania Alei Popiełuszki swój bieg zaczyna droga wojewódzka nr 764. Do 2018 roku było to skrzyżowanie Alei Popiełuszki z ulicą Wrzosową, a od tamtej pory - Alei Popiełuszki i ulicy Tarnowskiej z ulicami Wapiennikową i Witolda Pileckiego.

## Historia
Obecna Aleja Popiełuszki przez długi okres była fragmentem ulicy Tarnowskiej, która nazwę wzięła z kierunku, w którym prowadziła – na Tarnów. Dopiero w roku 2004 fragment ulicy Tarnowskiej (od skrzyżowania z ul. Wapiennikową do skrzyżowania z ul. Piotra Ściegiennego) został przemianowany na Aleję Księdza Jerzego Popiełuszki.

## Przebudowy Alei Popiełuszki
W 2018 roku, w ramach budowy Lidla przy Alei Popiełuszki, został wyremontowany jeden pas na odcinku od skrzyżowania z ulicami Tarnowską i Wapiennikową do skrzyżowania z ulicą Wrzosową. Wybudowano również nowe skrzyżowanie wraz z zjazdami do supermarketu. Mimo remontu tegoż fragmentu, pozostałe pasy pozostały niewyremontowane.
18 października 2019 roku rozpoczął się remont około 500-metrowego fragmentu Alei. Prace zakładały położenie nowej nawierzchni na odcinku od skrzyżowania z ulicą Wrzosową w stronę Morawicy. Koszt przebudowy wyniósł 1 848 167,37 zł, natomiast wykonawcą była firma "DROGOMEX" Sp. z o. o..

## Ważniejsze obiekty na Alei Popiełuszki
- stacja paliw i restauracja KFC, która otwarta została 31 grudnia 2022 roku[10][11]
- Lidl (otwarty w kwietniu 2018 roku; powierzchnia tego sklepu wynosi około 1300 m²)[12]
- Castorama[a][13]
- Starostwo powiatowe[a][14]
- Świętokrzyska Izba Lekarska[15]

## Komunikacja miejska
Na Alei Popiełuszki znajdują się 7 przystanków autobusowych, które są obsługiwane przez 8 linii: 11, 25, 33, 34, 45, 54, 108 i N2.